# モリソン (小惑星)
モリソン (2410 Morrison) は小惑星帯の小惑星である。1981年1月3日にエドワード・ボーエルがローウェル天文台で発見した。
宇宙生物学者デイヴィッド・モリソンに因んで命名された。